# تیشکوو
تیشکوو (به لاتین: Tishkovo) یک منطقهٔ مسکونی در روسیه است که در استان آستراخان واقع شده‌است.